# Vancouver Whitecaps (1986-2010)
El Vancouver Whitecaps fue un equipo de fútbol de Canadá que jugó en la USL First Division, la desaparecida segunda división de fútbol del país.

## Historia
Fue fundado en el año 1986 en la ciudad de Vancouver de Columbia Británica con el nombre Vancouver 86rs en alusión al año de fundación de la ciudad (1886) y porque fue fundado por un grupo de 8 personas que aportaron 500 dólares como el sucesor del Vancouver Whitecaps que participó en la desaparecida NASL de 1974 a 1984.
El club debuta en la Canadian Soccer League en 1987 con una victoria de 4-2 ante el Edmonton Brickmen el 7 de junio, terminaron en segundo lugar de la conferencia oeste y perdieron en las semifinales por el eventual campeón Calgary Kickers. El equipo participó por cinco temporadas más en la liga hasta 1992, periodo en el cual fue campeón de liga en cuatro ocasiones consecutivas, y en ese periodo de tiempo logró ser el mejor equipo de la temporada regular cinco veces, incluyendo una racha de 46 partidos sin derrota. En 1990 fue campeón norteamericano venciendo 3-2 al Maryland Bays en la final jugada en Burnaby, partido en el cual jugaban el campeón de la Canadian Soccer League contra el campeón de la American Professional Soccer League.
En 1992 fue eliminado en la primera ronda de la Professional Cup perdiendo ambos partidos ante el Colorado Foxes, último año en el que participó en la Canadian Soccer League debido a que a partir de 1993 formaría parte de la American Professional Soccer League de los Estados Unidos, liga que después sería absorbida por la United Soccer League y pasaría a ser la USL A-League.
En 2001 el club pasaría a llamarse Vancouver Whitecaps, el cual tuvieron por dos años hasta que en 2003 pasa a llamarse Whitecaps FC. En 2006 el club fue campeón de la USL First Division venciendo el la final 3-0 al Rochester Rhinos, mismo año el que el equipo femenil fue campeón de la W-League. En ese año vuelve a participar en un torneo internacional cuando juega en la Nations Cup donde venció al Cardiff City FC de Gales, mismo año en el que deciden regresar a llamarse Vancouver Whitecaps.
El 12 de octubre de 2008 el club es campeón de la USL First Division por segunda ocasión venciendo en la final 2-1 al Puerto Rico  Islanders. En noviembre de 2009 el club junto a otros equipos de la USL First Division anunciaron su interés de irse de la liga y pasar a ser uno de los equipos fundadores de la NASL que tendría su primera temporada en 2010, pero la US Soccer no lo permitió. El 24 de noviembre se anuncia que Paul Barber, exdirector deportivo del Tottenham Hotspur FC sería el nuevo director de operaciones del club.
En 2010 el club participa en la única temporada de existencia de la USSF Division 2 Professional League, liga de transición creada por la US Soccer en donde llegó a las semifinales.
En 2008 se anunciaron que la MLS tendría dos equipos de expansión en 2011, donde Vancouver mandó la solicitud el 15 de octubre de ese año teniendo como argumento que la ciudad sería una buena sede para la liga liderados por el ícono deportivo local Steve Nash como uno de sus copropietarios, y el 19 de marzo de 2009 se anuncia que Vancouver sería uno de los equipos de expansión de la liga para 2011," por lo que el equipo de la USSF Division 2 Professional League desaparece al finalizar la temporada 2010 para dar paso al Vancouver Whitecaps FC de la MLS.

## Rivalidades
En sus primeros años tuvo como rival al Portland Timbers y al Seattle Sounders, ambos equipos del noroeste de Estados Unidos y que participaban en la Cascadia Cup hasta 2008 ya que en 2009 solo la jugab an Whitecaps y Timbers luego de que el Sounders fuera reemplazado por el equipo del mismo nombre en la MLS.
Luego tuvo como rivales al Montreal Impact y al Toronto FC en la Voyageurs Cup y en el Canadian Championship, donde el ganador clasificaba a la Liga de Campeones de la Concacaf.

## Palmarés

### Local
Canadian Soccer League
- Canadian Soccer League Championship (4): 1988, 1989, 1990, 1991
- Canadian Soccer League Regular Season Champion (5): 1988, 1989, 1990, 1991, 1992

USL First Division
- USL First Division Championship (2): 2006, 2008
- Commissioner's Cup (1): 1993

- Cascadia Cup (3): 2004, 2005, 2008

### Internacional
- North American Club Championship (1): 1990
- Nations Cup (1): 2006

## Temporadas
| Año  | División | Liga               | temporada Regular | Playoffs                   | Voyageurs Cup | North American Championship | CONCACAF Champions League |
| ---- | -------- | ------------------ | ----------------- | -------------------------- | ------------- | --------------------------- | ------------------------- |
| 1987 | 1        | CSL                | 2º, Western       | Semifinales                | N/A           | N/A                         | N/A                       |
| 1988 | 1        | CSL                | 1º, Western       | Campeón                    | N/A           | N/A                         | N/A                       |
| 1989 | 1        | CSL                | 1º, Western       | Campeón                    | N/A           | N/A                         | N/A                       |
| 1990 | 1        | CSL                | 1º, Western       | Campeón                    | N/A           | Campeón                     | N/A                       |
| 1991 | 1        | CSL                | 1º                | Campeón                    | N/A           | N/A                         | N/A                       |
| 1992 | 1        | CSL                | 1º                | Final                      | N/A           | Cuartos de final            | 1ª Ronda                  |
| 1993 | 1        | APSL               | 1º                | Semifinales                | N/A           | N/A                         | N/A                       |
| 1994 | 1        | APSL               | 6º                | No clasificó               | N/A           | N/A                         | N/A                       |
| 1995 | 2        | A-League           | 3º                | Semifinales                | N/A           | N/A                         | N/A                       |
| 1996 | 2        | A-League           | 5º                | No clasificó               | N/A           | N/A                         | N/A                       |
| 1997 | 2        | USISL A-League     | 3º, Pacific       | Final de Conferencia       | N/A           | N/A                         | N/A                       |
| 1998 | 2        | USISL A-League     | 4º, Pacific       | 1ª Ronda                   | N/A           | N/A                         | N/A                       |
| 1999 | 2        | USL A-League       | 2º, Pacific       | 1ª Ronda                   | N/A           | N/A                         | N/A                       |
| 2000 | 2        | USL A-League       | 3º, Pacific       | Semifinales de Conferencia | N/A           | N/A                         | N/A                       |
| 2001 | 2        | USL A-League       | 1º, Western       | Semifinales                | N/A           | N/A                         | N/A                       |
| 2002 | 2        | USL A-League       | 3º, Pacific       | Final de Conferencia       | 3º            | N/A                         | N/A                       |
| 2003 | 2        | USL A-League       | 2º, Pacific       | Final de División          | 3º            | N/A                         | N/A                       |
| 2004 | 2        | USL A-League       | 2º, Western       | Semifinales                | 4º            | N/A                         | N/A                       |
| 2005 | 2        | USL First Division | 3º                | Cuartos de final           | 2º            | N/A                         | N/A                       |
| 2006 | 2        | USL First Division | 4º                | Campeón                    | 3º            | N/A                         | N/A                       |
| 2007 | 2        | USL First Division | 7º                | Cuartos de final           | 2º            | N/A                         | N/A                       |
| 2008 | 2        | USL First Division | 2º                | Campeón                    | 3º            | N/A                         | DNQ                       |
| 2009 | 2        | USL First Division | 7º                | Final                      | 2º            | N/A                         | DNQ                       |
| 2010 | 2        | USSF Division 2    | 2º, NASL (5º)     | Semifinales                | 2º            | N/A                         | DNQ                       |

## Partidos internacionales

### Pepsi Cup– North American Club Championship
| 26 de septiembre de 1990 | Vancouver 86ers                 | 3–2 (t. s.) | Maryland Bays | Swangard Stadium, Burnaby, Columbia Británica |                                |
|                          | Mobilio 14' 117' · Mitchell 40' | Reporte     |               | Asistencia: 2,643 espectadores                | Asistencia: 2,643 espectadores |

### 1992 Professional Cup– North American Club Championship

#### Cuartos de final
| 3 de enero de 1992 | Colorado Foxes           | 3–2     | Vancouver 86ers          | Mile High Greyhound Park, Commerce City, Colorado |  |
|                    | Medved 70' 89' · Eck 63' | Reporte | Easton 2' · Mitchell 81' |                                                   |  |

| 11 de agosto de 1992                          | Vancouver 86ers | 1–2     | Colorado Foxes       | Swangard Stadium, Burnaby, Columbia Británica |                                |
|                                               | Mobilio 31'     | Reporte | Eck 56' · Hooker 59' | Asistencia: 3,085 espectadores                | Asistencia: 3,085 espectadores |
| Colorado Foxes gana 5-3 en el marcador global |                 |         |                      |                                               |                                |

## Entrenadores
| Nombre            | País           | Periodo   |
| ----------------- | -------------- | --------- |
| Bob Lenarduzzi    | Canadá         | 1987–1993 |
| Carl Valentine    | Inglaterra     | 1994–1999 |
| Dale Mitchell     | Canadá         | 2000–2001 |
| Tony Fonseca      | Portugal       | 2002–2004 |
| Bob Lilley        | Estados Unidos | 2005–2007 |
| Teitur Thordarson | Islandia       | 2008–2010 |